# غول غولغي
غول غولغي (بالتركية: Gül Gölge)‏ هي ممثلة ومذيعة وملكة جمال تركية ولدت في يوم 28 سبتمبر 1981 في إزمير. أكملت تعليمها في جامعة إسطنبول بيلجي واختصت بالسينما. نافست على لقب مسابقة ملكة جمال تركيا وحصلت على مركز الوصيفة الأولى في سنة 1997. مثلت في العديد من المسلسلات مثل Çiçek Taksi في 1995 و سيلينا في 2006 و موقف أكاسيا في 2008.